# Nord-Ubangi
Nord-Ubangi  er en provins i Den Demokratiske Republik Congo. Den er en af de 21 provinser, der blev oprettet ved opdelingen i  2015.  Provinserne Nord-Ubangi, Équateur, Mongala, Sud-Ubangi, og Tshuapa blev resultatet af opdelingen af den tidligere  Équateur-provins.
Provinsen ligger i den nordvestlige del af landet ved Ubangi-floden og blev dannet af Nord-Ubangi-distriktet og den uafhængigt administrerede by Gbadolite, som blev hovedstaden i den nye provins.

## Inddeling
Provinsen er inddelt i fire territorier:
- Bosobolo
- Businga
- Mobayi-Mbongo
- Yakoma